# Elica (azienda)
Elica S.p.A. è una società per azioni italiana, costituita nel 1970, specializzata nella produzione di cappe da cucina, piani cottura a induzione e motori elettrici per cappe e per caldaie da riscaldamento.
È quotata dal 2006 presso la Borsa valori di Milano negli indici FTSE Italia STAR e FTSE Italia Small Cap. (Codice Isin: IT0003404214 Codice Alfanumerico: ELC).

## Storia
La società è nata a Fabriano nel 1970 per iniziativa di Ermanno Casoli; dopo la sua morte nel 1978, gli succedono la moglie e successivamente il figlio Francesco. L'azienda viene portata avanti secondo lo stile del fondatore, amante dell'arte e del design, sostenitore del coinvolgimento di tutto il personale nella conduzione dell'impresa.
Nel corso degli anni, tramite acquisizioni e puntando anche di più sul design, inizia un percorso di internalizzazione fino a raggiungere le attuali dimensioni di un gruppo presente nel mondo con sette stabilimenti tra Italia, Polonia, Messico, India e Cina con una produzione di oltre 21 milioni di cappe.
Nell'agosto 2017 la società cede la controllata tedesca Exklusiv-Hauben Gutman. Nel giugno 2018 cede per 13,4 milioni di euro il 33% di Elica India (mentre altri soci indiani vendono il loro 16%) a Whirpool of India che complessivamente avrà così il 49% dell'azienda indiana.
Ai primi di luglio del 2019 cambio al vertice dell'azienda: Mauro Sacchetto sostituisce Antonio Recinella (in quell'incarico da ottobre 2016) nel ruolo di amministratore delegato.
Il 24 luglio 2019 il fondo di private equity Tip (Tamburi Investment Partners) entra nella società con una quota del 14,5% acquisendo l'intera partecipazione detenuta da Whirpool Emea (il 12,56%) per un valore di 15,9 milioni di euro e il 2,01% di azioni proprie detenute dalla società (allo stesso prezzo fissato da Whirpool, due euro per azione). Poi nel corso dell'anno sale fino al 20% acquisendo azioni dal mercato. Mentre Giovanni Tamburi, presidente di (Tip), entrerà nel cda dell'azienda.
Il 16 marzo 2021 il consiglio d'amministrazione nomina Giulio Cocci neo amministratore delegato al posto di Mauro Sacchetto dimessosi per motivi personali.

## Dati economici
Dal bilancio al 31 dicembre 2013, il gruppo Elica ha un fatturato consolidato di circa 391,8 milioni di Euro ed un utile netto consolidato di circa 1,4 milioni di Euro. Al 31 dicembre 2013 il gruppo Elica occupava circa 3.000 dipendenti.
Nel 2017 i ricavi hanno toccato i 479,3 milioni di euro con un aumento del 9,1% rispetto all'anno precedente; è tornato anche l'utile netto: 1,4 milioni contro una perdita di 5,5 milioni del 2016. I dipendenti nel 2018 sono 4.800.

## Consiglio di amministrazione
- Presidente: Francesco Casoli
- Amministratore delegato: Giulio Cocci
- Consigliere: Elio Cosimo Catania
- Consigliere: Stefania Zucchelli
- Consigliere: Angelo Catapano
- Consigliere: Alice Acciarri
- Consigliere: Cristina Casoli

In carica dal 24 aprile 2024

## Principali azionisti
- Famiglia Casoli - 55%, suddiviso tra:
  - tramite la società Fan. - 52,81%
  - tramite Francesco Casoli - 0,25%
- Tip (Tamburi Investment Partners) - 21,53%
- Altri - 23,02%

Dato aggiornato all'ottobre 2024

## Principali partecipazioni
- Elica Group Polska Sp.zo.o - Breslavia (Polonia) - 100%
- Elicamex S.a. de C.V. - Querétaro (Messico) - 98% (+2% indiretto)
- Ariafina Co. Ltd - Sagamihara (Giappone) - 51%
- Zhejiang Putian Electric Co. Ltd - Shengzhou (Cina) - 99%
- Elica France S.A.S.U. – Parigi (Francia) - 100%
- Airforce – Cerreto D’Esi (Italia) - 100%
- EMC FIME – Castelfidardo (Italia) - 100%
- Elica Trading LLC – San Pietroburgo (Russia) - 100%
- Elica S.p.A. stabile organizzazione Barcellona (Spagna)
- Elica GMBH – München (Germany) – 100%
- Elica INC. – Issaquah (Washington, USA) – 100%
- SOUTHEAST APPLIANCE, INC. – Wilmington, County of New Castle (Delaware, USA) – 100%
- A.G. INTERNATIONAL INC. - Montreal (Quebec, Canada) – 100%

Dato aggiornato al 30 ottobre 2024